# نلامانگالا
نلامانگالا (به انگلیسی: Nelamangala) یک منطقهٔ مسکونی در هند است که در بخش بنگلور روستایی واقع شده‌است. نلامانگالا ۲٫۸۵ کیلومتر مربع مساحت و ۳۷٬۲۳۲ نفر جمعیت دارد و ۸۸۲ متر بالاتر از سطح دریا واقع شده‌است.